# Eagles de l'Utah
Pour les articles homonymes, voir Eagles (homonymie).
Les Eagles de l'Utah (en anglais : Utah Eagles) sont une franchise américaine de basket-ball de la Continental Basketball Association disparue en 2007 et située à Taylorsville.

## Historique
L'équipe a cessé ses activités le 23 janvier 2007.

## Palmarès
néant

## Entraîneurs successifs
- 2006 - 2007 :  Scott Fields